# پیرمرزبان
پیرمرزبان، روستایی از توابع بخش بزینه‌رود شهرستان خدابنده در استان زنجان ایران است.رسانه مجازي روستاي پيرمرزبان pirmarzban

## جمعیت
این روستا در دهستان زرینه‌رود (خدابنده) قرار دارد و براساس سرشماری مرکز آمار ایران در سال ۱۳۸۵، جمعیت آن ۷۷۶ نفر (۱۷۴خانوار) بوده‌است.